# Kinsley S. Bingham

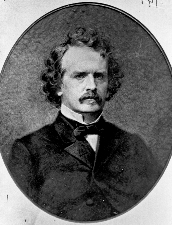
Kinsley S. Bingham

Kinsley Scott Bingham, född 16 december 1808 i Camillus, New York, död 5 oktober 1861 i Livingston County, Michigan, var en amerikansk politiker. Han representerade delstaten Michigan i båda kamrarna av USA:s kongress, först i representanthuset 1847–1851 och sedan i senaten från 1859 fram till sin död. Han var guvernör i Michigan 1855–1859.
Bingham studerade juridik i Syracuse, New York. Han flyttade 1833 till Michiganterritoriet och var verksam som advokat och som jordbrukare. Han gick med i demokraterna och blev invald i USA:s representanthus i kongressvalet 1846. Han omvaldes 1848.
Bingham bytte först parti från demokraterna till Free Soil Party och sedan till Republikanska partiet. Han vann guvernörsvalet i Michigan 1854 och omvaldes två år senare. Han efterträddes 1859 som guvernör av Moses Wisner.
Bingham efterträdde i mars 1859 Charles E. Stuart som senator för Michigan. Senator Bingham avled 1861 i ämbetet och Jacob M. Howard tillträdde som senator i januari 1862.